# دونالد رودني
دونالد رودني (بالإنجليزية: Donald Rodney)‏ هو رسام بريطاني، ولد في 18 مايو 1961، وتوفي في 4 مارس 1998 بسبب فقر الدم المنجلي.